# Tragopan occidental
El tragopan occidental (Tragopan melanocephalus) és una espècie d'ocell de la família dels fasiànids (Phasianidae) que habita boscos de coníferes i mixtes a l'Himàlaia occidentals. L'epít espécific és un compost grec que significa «amb cap negre».
Un faisà gran i de cua curta. El mascle té un plomatge fosc fosc amb punts blancs prominents per tot arreu, una taca taronja brillant al pit, el coll posterior vermell, la cara vermellosa vorejada per una corona i orelles negres i la gola blava. La femella és de color gris marronós amb les parts inferiors més pàl·lides, i està finament ratllada de blanc. Habita en boscos muntanys tranquils amb un dens sotabosc. S'alimenta a terra, però descansa als arbres. El crit s'assembla a un gemec breu i nasal.

## Distribució
Viu a l'Himàlaia occidental, des del districte d'Indus-Kohistan, al nord del Pakistan, a l'est a través de Caixmir i Himachal Pradesh fins a Uttarakhand al nord-oest de l'Índia (BirdLife International 2001) i al nord de Pakistan.

## Estat de conservació
A la Llista Vermella de la UICN és classificat com vulnerable. La degradació i la fragmentació de l'hàbitat per l'agricultura de subsistència, el bestiar que menja els arbustos del sotabosc, la tala d'arbres per a farratge animal i la recollida de llenya i la caça il·legal són les principals amenaces. A més, els pasturadors i, en particular, dels col·lectors de fongs comestibles i plantes medicinals pertorben seriosament amb la nidificació. La caça i el parany per la seva carn (especialment a l'hivern) i el seu plomatge decoratiu formen amenaces addicionals a tot Pakistan, Himachal Pradesh i Chamba (Índia).